# Утяшино
Утя́шино (рос. Утяшино, башк. Үтәш) — присілок у складі Аскінського району Башкортостану, Росія. Входить до складу Кубіязівської сільської ради.
Населення — 182 особи (2010; 268 у 2002).
Національний склад:
- башкири — 50 %
- татари — 48 %